# 2015 en Israël
Chronologie d'Israël (en)
- 2011
- 2012
- 2013
- 2014
- 2015
- 2016
- 2017
- 2018
- 2019

Cette page concerne les évènements survenus en 2015 en Israël  :

## Évènement
- Vague de violence israélo-palestinienne de l'automne 2015 au 6 décembre 2017
- 17 mars : Élections législatives
- 13 octobre : Attaque de bus à Jérusalem (en)
- 18 octobre : Fusillade à la gare routière de Beersheva
- 20-22 octobre : 37e Congrès sioniste mondial (en) à Jérusalem.

## Sport
- Saison 2015 de l'équipe cycliste Cycling Academy
- Championnat d'Israël de football 2014-2015
- Championnat d'Israël de football 2015-2016
- 12-28 juin : Participation d'Israël aux Jeux européens à Bakou.
- 22-24 octobre : Championnats d'Europe de beach tennis à Eilat.
- 2-6 décembre : Championnats d'Europe de natation en petit bassin à Netanya.

## Culture
- 30 juillet : Marche des fiertés de Jérusalem (en) - (attaque au poignard de la marche des fiertés (en)).
- 24 septembre-5 novembre : Seconde biennale de Jérusalem (en)

### Sortie de films
- Baba Joon
- Censored Voices
- Demon (en)
- Le Dernier Jour d'Yitzhak Rabin
- JeruZalem
- Petite Amie
- Poétique du cerveau
- Rendez-vous à Atlit
- Tikkun
- Une histoire d'amour et de ténèbres
- Wedding Doll (en)
- Wounded Land

## Création
- Choke Beat Orchestra (en) (groupe musical)
- Elitzur Eito Ashkelon (en) (club de basket-ball)
- F.C. Bnei M.M.B.E. HaGolan VeHaGalil (en) (club de football)
- F.C. Tzeirei Lod (en) (club de football)
- Hapoel Ashdod F.C. (en) (club de football)

## Dissolution - Fermeture
- Gouvernement Netanyahou III
- Kadima (parti politique)
- Hapoel Arad F.C. (en) (club de football)

## Décès
- Eshel Ben-Jacob (en), physicien.
- Roman Frister (en), écrivain et survivant de la Shoah.
- Nadia Hilou, personnalité politique.
- David Landau (en), journaliste.
- Lia van Leer, réalisatrice.